# Guerassime Khloudov
Guerassime Ivanovitch Khloudov (Гера́сим Ива́нович Хлу́дов), né en 1821 et mort en 1885, est un entrepreneur russe, membre de la dynastie industrielle des Khloudov, de la classe de marchands. Il était marchand de la Première guilde de Moscou, citoyen d'honneur héréditaire, et jouissait du titre de conseiller-manufacturier. Guerassime Khloudov était également collectionneur de tableaux.

## Biographie

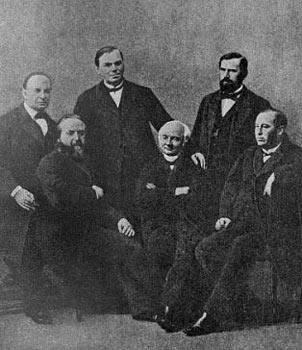
Portrait groupé (1857) des copropriétaires de la manufacture de Kreenholm. Guerassime Khloudov se tient debout, le premier à droite.

Guérassime Khloudov est le fils du marchand moscovite Ivan Ivanovitch Khloudov (1787-1835). Il est envoyé étudier à l'académie pratique de commerce de Moscou; mais il doit interrompre ses études deux ans après la mort de son père, lorsque son frère aîné Tarass meurt en 1837. Il doit en effet avec ses frères Alexeï et Nazar s'occuper des affaires familiales. Ils fondent ensemble la maison de négoce du nom de « Compagnie A. N. G et D. fils d'Ivan Khloudov ». En 1844, ils reçoivent de l'assemblée municipale de la ville d'Egorievsk un terrain à usage héréditaire perpétuel, au bord de la rivière Gouslianka, près d'Egorievsk, afin d'y implanter une usine. Celle-ci commence sa production de textile en 1845. L'usine reçoit une médaille d'argent pour ses produits en 1849 et une médaille d'or en 1853. À l'Exposition universelle de Paris en 1867, le fil de Khloudov reçoit une médaille d'argent pour sa qualité. En 1874, la société par actions de l'usine de papier de Egorievsk est fondée par les frères Alexeï et Guérassime Khloudov.
En 1857, il est cofondateur avec son frère Alexeï, Kozma Soldatenkov, Ludwig Knoop et d'autres de la manufacture de Kreenholm, près de Narva, l'usine la plus importante de fil de coton de Russie.
En 1860, Guérassime Ivanovitch Khloudov reçoit d'Alexandre II le titre de conseiller-manufacturier; en 1861, il est décoré de l'ordre de Saint-Stanislas de Ire classe.
En 1885, Guérassime Khloudov devient l'unique propriétaire de l'usine de Yartsevo, dont les parts sont vendues par son neveu, Mikhaïl Khloudov.
Guérassime Khloudov est le président de l'assemblée municipale de Moscou de 1863 à 1866; élu à la tête de la classe des marchands en 1863-1866 et en 1873-1876; élu de la société de la bourse de Moscou en 1870-1873.
Il demeurait avec sa famille dans son hôtel particulier moscovite à Zemlianoï val (ancien hôtel particulier des Oussatchiov-Naïdionov) que l'on appelait les Hauts-Monts. D.I. Pokrovski dans ses Esquisses de Moscou le décrit ainsi :
« Guérassime Ivanovitch menait grand train et de manière la plus raffinée dans sa maison; lui-même ressemblait à un Anglais. Il conviait souvent de la manière la plus exquise des ministres des finances et d'autres as de l'administration financière. Le jardin de sa maison descendait jusqu'à la Yaouza et était arrangé dans le style anglais avec des serres. Il possédait jusqu'à 624 incunables. »
Khloudov collectionne aussi les tableaux. Il a une prédilection pour les tableaux de genre de Vassili Perov : sa collection a commencé avec l'acquisition de peintures de Perov: L'Arrivée d'un policier pour enquête en 1857 et Premier rang en 1860. Au cours des années 1860, ils ont été rejoints par plusieurs autres peintures: La Mariée difficile de Fedotov, Bethsabée de Brioullov (esquisse), La Veuve de Kapkov, des paysages d'Aïvazovsky et de Bogolioubov, La Taverne et Le Petit Marché de Rizzoni. La collection après la mort de Khloudov a été partagée entre ses héritiers.
Khloudov tient un Journal pendant de nombreuses années. Il a été publié en 1999.
À Moscou, les casernes Kroutitsky ont été aménagées grâce à son argent - les anciennes portes d'entrée avec une tour à la caserne ont été restaurées, les chapelles de la caserne ont été réparées ; une église a été construite au 2e hôpital de la ville et à la prison. Il fait construire un hospice à ses frais en 1884 sur le passage Syromiatnitcheski, par l'architecte Bernhard Freudenberg. En outre, il fait don de deux mille roubles pour faire construire l'hôpital psychiatrique Alexis.
Guérassime Khloudov est enterré au cimetière du monastère de l'Intercession de Moscou dans une chapelle funéraire familiale, construite après sa mort par l'architecte Lev Kekouchev.

## Famille
Frères :
- Tarass Ivanovitch (1805-1837).
- Saveli Ivanovitch (1806-1855).
- Nazar Ivanovitch (1819-1858).
- Alexeï Ivanovitch (1818-1882), bibliophile et collectionneur de manuscrits.
- David Ivanovitch (1822-1886), bienfaiteur.

Enfants :
- fils mort dans sa jeunesse[7]
- Alexandra Guérassimovna (?—?), épouse du président de l'assemblée municipale de Moscou (à partir de 1877) Alexandre Alexandrovitch Naïdionov (1839-1916), d'une dynastie d'entrepreneurs
- Klavdia Guérassimovna (vers 1845-1899[7]), épouse de Dmitri Rodionovitch Vostriakov (1845-1906)

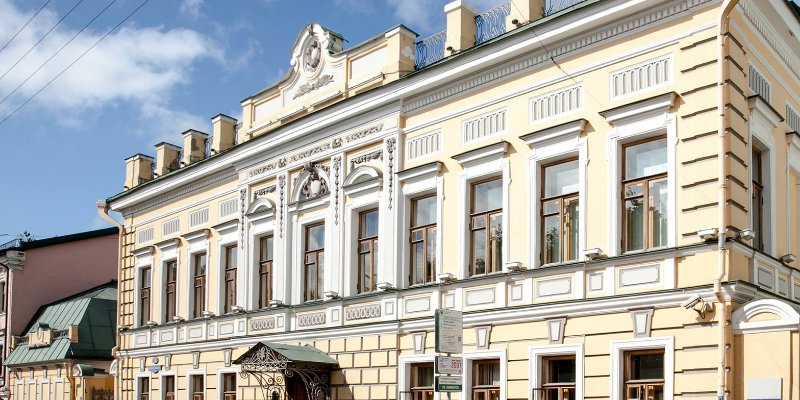
Hôtel particulier Prokhorov-Khloudov, Podsossenski pereoulok, 30.

- Praskovia Guérassimovna (?-?), épouse de Constantin Constantinovitch Prokhorov, d'une famille illustre d'entrepreneurs (1842-1888), propriétaires de l'hôtel particulier Prokhorov-Khloudov construit en 1876-1880 à Moscou.
- Lioubov Guérassimovna (1859-1931), épouse en premières noces de Nikolaï Alexandrovitch Loukoutine (de l'usine de miniatures de Fedoskino); en secondes noces de Nikolaï Mikhaïlovitch Pyltsov (1876-1936)[8].